# Blood Stain Child
Blood Stain Child, stylisé BLOOD STAIN CHILD, est un groupe de death metal mélodique japonais, originaire d'Osaka.

## Biographie

### Débuts (1999–2004)
Le groupe est initialement formé en septembre 1999 à Osaka sous le nom de Visionquest, nom qui changera après des mouvements dans la formation du groupe, avec Ryu (guitare, chant), Ryo (basse, chant), Aki (claviers), Violator (batterie) et Daiki (guitare),.
Pendant leur première année, Ryu compose 30 chansons, qui seront disponibles dans leur démo en 2001. Ils signent avec le label M&1 grâce à une grande personnalité du death metal, Captain Wada. Leur premier album, Silence of Northen Hell, est publié en juillet 2002. L'année suivante, en 2003, arrive Mystic Your Heart, qui constituera donc le second album du groupe, et qui est coproduit par Anssi Kippo, producteur très populaire en Finlande.

### IdolatoretMozaiq(2005–2010)
En mars 2005, Daiki quitte le groupe et est remplacé par Shiromasa dès le mois d'avril. C'est en aout de cette même année qu'ils sortent leur 3e album Idolator, cette fois ci coproduit par Tue Madsen, tout droit venu du Danemark. Le groupe enchaine avec une tournée japonaise. En 2006, le groupe signe avec Dockyard1, un label allemand qui leur permet de sortir Idolator en Europe dès le 27 novembre 2006. Il sortira aux États-Unis le 17 juillet 2007 via le label Locomotive Records.
Nouveau tournant en 2007, avec l'arrivée de Sadew au chant en complément de Ryo, et Shiromasa se voit remplacer par G.S.R. à la guitare. Le 18 juillet 2007, le groupe sort Mozaiq au Japon, là aussi coproduit par Tue Madsen. Le 20 juillet de la même année, l'album débarque en Europe avec un morceau bonus : Cosmic Highway. Par la suite, le groupe travaille sur le prochain album, et a d'ores et déjà mis en ligne ETERNAL ProtOType-D (D pour démo) sur son Myspace.
Entre-temps, deux membres, Sadew et Violator, quittent le groupe. Les deux remplaçants sont annoncés en septembre sur le site officiel : Sophia au chant, et Gami à la batterie. Le 12 juin 2010, Ryu annonce le départ de Sadew pour des raisons personnelles.

### εpsilonet (depuis 2011)
En avril 2011, Blood Stain Child prend part à l'album-hommage de Studio Ghibli intitulé Imaginary Flying Machines - Princess Ghibli, avec leurs reprises Itsumo Nando Demo (Spirited Away) et Teru no Uta (Tales from Earthsea). En juin 2011, le groupe joue au A-Kon à Dallas, au Texas, avec D. plus tard dans le mis, ils publient leur cinquième album, εpsilon. Le groupe effectue une tournée japonaise entre le 19 août et le 24 septembre. En décembre 2011, le groupe joue à Moscou, Saint-Pétersbourg, Ekaterinbourg et Kiev.
Blood Stain Child joue au Naka-Kon 2012, au Overland Park, dans le Kansas, entre le 10 et le 12 février. En mars 2012, le groupe participe à un autre album pour Princess Ghibli avec la chanson Ai wa Hana Kimi wa Sonotane. Le 21 juillet, Sophia annonce son départ officiel de Blood Stain Child. Elle est remplacée par le chanteuse Kiki le 3 décembre. Au début de 2013, le groupe présente son nouveau VJ/DJ - Makoto, qui quitte le groupe en 2014.
Ryo et Kiki quittent Blood Stain Child en 2016. Ils sont remplacés par la bassiste Yakky et Saika, respectivement.

## Membres

### Membres actuels
- Ryu – guitare solo, synthétiseur (1999, depuis 2000)
- G.S.R – guitare rythmique, synthétiseur (depuis 2007)
- Gami – batterie, percussions (depuis 2010)
- Saika – chant (depuis 2016)
- Yakky – basse (depuis 2016)

### Ancien membres
- Daiki – guitare rythmique, synthétiseur (2000–2005)
- Shiromasa – guitare rythmique, synthétiseur (2005–2007)
- Sadew – chant (2007–2010)
- Violator – batterie, percussions (1999, 2000–2010)
- Sophia – chant (2010–2012)
- Makoto – VJing/DJing (2013–2014)
- Kiki – chant (2012–2016)
- Ryo – basse, chant (1999, 2000–2016)
- Aki – claviers, synthétiseur, programmation, chœurs (2000–2016)

## Discographie

### Démos et EP
- 2000 : Demo 2000 (démo)
- 2001 : The World (démo)
- ETernal ProtOTypE-D  (démo)
- Last Stardust (EP)

## Clips
- Silence of Northern Hell (de l'album Silence of Northern Hell)
- Truth (de l'album Idolator)
- Freedom (de l'album Mozaiq)
- Last Stardust  (de l'EP Last Stardust)
- Nexus (de l'album Nexus)

## Influence
Ali Atef de Jorzine compare Black 13 Angelz au groupe japonais Blood Stain Child